# 打田落悪水路
打田落悪水路（うったおとしあくすいろ）は、埼玉県春日部市を流れる水路である。

## 概要
打田落悪水路は農林水産省補助事業として、埼玉県（春日部土地改良事務所）が事業主体となり、1986年度（昭和61年）から1997年度（平成9年）にかけて総事業費1,112,00万円を投じ、庄和北部打田地区の農地を排水するために整備された農業用排水路である。受益区域は北は春日部市と北葛飾郡杉戸町の境界、東は埼玉県道42号松伏春日部関宿線、南は打田排水機場（立野ポンプ場）、西は中川（庄内古川）までとなっている。
この打田落悪水路は庄和地区を中川の左岸側（東方）を並行するように流下しており、流域周辺を灌漑している中用水からの農業排水を集めながら、主に水田などの農地の中を流下している。流域周辺は一部では民家などの宅地となっているが、主として水田などの農地となっている。打田排水機場付近には、桜並木が流路沿いに植樹されている。なお、流路の詳細に関しては下記の流路節を参照されたい。

## 施設概要
- 排水路：L=2241m（但し打田排水機場迄の事業区間として）
- 堤外放水路：L=296m
- 機場工：一式（横軸斜流ポンプ Φ900mm2台）

## 流路
- 春日部市倉常の南西部を南に向かい流下する。
- 倉常より榎となり、榎の西部を中川と国道4号バイパスの中間を南に向かい流下する。
- 立野の西部をほぼ南に向かい流下する。
- 県道西宝珠花春日部線を過ぎると打田排水機場（立野ポンプ場）に至る。
- 立野ポンプ場より暗渠にて西方へと流下し、中川の堤防を過ぎた辺りで開渠となり、南南西方へと流下する。
- 約200mほど直線的に流下したところで、北方より流下してくる中川へと至り、流入・終点となる。同地点付近では中川の左岸側（東側）の堤防西側に沿うように水路が流下している。
- 打田落悪水路の本線河道は立野ポンプ場より市道を横断し、上柳へと至り、上柳の西部を中川に並行して南へと流下する。
- 埼葛広域農道の横断直前にて南東方より流下してくる水路を併せ、埼葛広域農道を横断すると西南西方へと流路を変え、約100mほど流下したところで南南西方へと流路を変える。
- 上柳の南西部を南へと流下し、途中水路を併せ、やがて国道16号春日部野田バイパスの北方付近にて揚水場に至る。揚水場の手前にて東方より流下してくる水路を併せる。
- 揚水場を通過し、北方より流下してくる利根川水系中川へと至り、合流（英語版）・終点となる。
- 終点：中川

## 橋梁
橋は数多く架かるが名前のついた橋は少ない。
- 富多橋（埼玉県道320号西宝珠花春日部線）
- （埼葛広域農道）

## 流域周辺の施設
- 水神宮
- ポケットパーク（榎地区） - 当水路が暗渠化され、その上部に四阿等が整備されている。
- 立野ポンプ場
- 揚水場